# Stanisław Ulam
Stanisław Marcin Ulam (pron. polacca: [staˈɲiswaf ˈmart͡ɕin ˈulam]; Leopoli, 13 aprile 1909 – Santa Fe, 13 maggio 1984) è stato un matematico e fisico polacco naturalizzato statunitense.
Partecipò al progetto Manhattan e propose il progetto Teller–Ulam per le armi nucleari.
Inventò la propulsione nucleare ad impulso e sviluppò nuovi strumenti matematici per la teoria dei numeri, la teoria degli insiemi, la teoria ergodica e la topologia algebrica.

## Biografia
Ulam nacque a Leopoli (in tedesco Lemberg), in Galizia, appartenente allora all'Impero austro-ungarico, adesso territorio ucraino, e visse nella parte della città con popolazione a maggioranza polacca. Studiò matematica al Politecnico di Leopoli, dove ebbe tra i suoi maestri Stefan Banach, un grande matematico polacco e uno degli spiriti più attivi della scuola matematica di Leopoli, tra le più famose d'Europa. Tra il 1931 ed il 1935 viaggiò e studiò presso altre Università europee (Vilnius, Vienna, Zurigo, Parigi, Cambridge).

Nel 1935 John von Neumann lo invitò per un breve periodo di studi all'Institute for Advanced Study di Princeton. Nel 1939, pochi giorni prima dello scoppio della seconda guerra mondiale, Ulam rientrò definitivamente negli Stati Uniti d'America come Harvard Junior Fellow, e - quando la sua borsa terminò - si trasferì nella facoltà dell'Università del Wisconsin-Madison, da dove aiutò nel sostentamento suo fratello, Adam, giunto con lui dalla Polonia. Nel 1941 divenne cittadino statunitense, e si sposò con Françoise Aron.

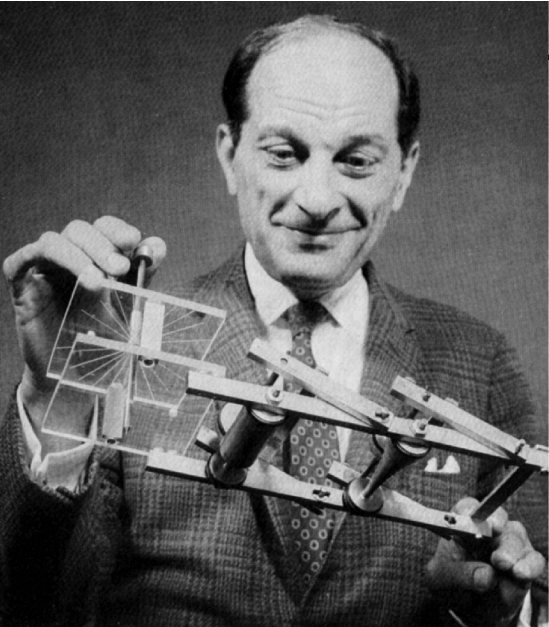
Stan Ulam con in mano il FERMIAC, computer analogico ideato da Fermi quale ausilio negli studi sul trasporto dei neutroni

Nel 1943 chiese a John von Neumann di trovargli un ruolo nella ricerca bellica; su indicazione di quest'ultimo, Hans Bethe lo invitò a partecipare a un progetto segreto nel Nuovo Messico; Ulam accettò l'incarico, ed entrò così a far parte del Progetto Manhattan. A Los Alamos suggerì il metodo Monte Carlo per la soluzione di complicati integrali presenti nella teoria delle reazioni nucleari (non sapendo che Enrico Fermi e altri avevano già fatto uso di metodi simili in precedenza); questo suggerimento ne favorì lo sviluppo da parte di Von Neumann e Nicholas Constantine Metropolis.
Ulam, in collaborazione con C.J. Everett, che si adoperò per la parte dei calcoli, mostrò che il modello della bomba ad idrogeno proposto da Edward Teller era inadeguato e propose un metodo migliore. Fu il primo a capire che si potevano posizionare tutti i componenti in un unico contenitore nella bomba H, mettere la bomba a fissione da una parte e il materiale termonucleare dall'altra, ed usare lo "shock meccanico" provocato dalla bomba a fissione per comprimere e poi detonare il materiale da fusione.
Teller rigettò inizialmente tale idea, ma comprese poi i suoi benefici e suggerì di usare il plutonio come spark plug, localizzandolo al centro del materiale di fusione per iniziare a scatenare la reazione di fusione. Teller modificò l'idea di Ulam sulla compressione, capendo che le radiazioni della fissione nucleare sarebbero state più efficaci dello "shock meccanico". Questo metodo divenne uno standard per la creazione di bombe H; questo traguardo fu raggiunto, contemporaneamente, anche dal fisico sovietico Andrei Sakharov.
Ulam inventò anche la propulsione nucleare ad impulso, di cui fu più fiero. Fu tra i primi a proporre l'uso di computer per le attività relative ad esperimenti matematici; questo approccio fu usato nel problema di Fermi-Pasta-Ulam-Tsingou, un primo studio sulla dinamica di un sistema. Lavorò alla teoria degli insiemi (inclusa la misurabilità dei cardinali e sulle misure astratte), topologia, teoria ergodica, e si occupò di applicazioni della matematica alla fisica e alla biologia. Ulam ebbe la cattedra presso l'Università del Colorado nel 1965, e rimase consulente presso Los Alamos; passò la sua vita tra Boulder e Santa Fe Successivamente si trasferì a Gainesville in Florida dove lavorò per l'Università della Florida. Morì a Santa Fe il 13 maggio 1984.